# 细梗女贞
细梗女贞（学名：Ligustrum tenuipes）为木犀科女贞属的植物，为中国的特有植物。分布于中国大陆的广西等地，生长于海拔100米至300米的地区，多生长于石山及山顶疏林中，目前尚未由人工引种栽培。